# PV-2000
PV-2000は、カシオ計算機が1983年10月に発売したゲームパソコンである。価格は29,800円。愛称は楽がき。

## 概要
BASICインタープリターのC83-BASICを標準搭載しており、当時のパソコンとしても使えるゲーム機の中で、最も廉価にプログラミングを楽しむことが出来た。ゲームソフトはROMカートリッジで供給された。
BASICの他にキャラクターを描く「アニメ」モード、背景を描く「ピクチャー」モードを搭載していて、テレビで『落書き』を行うことができた。
パソコン機能のないゲーム機PV-1000と同時発売。画面の印象は似ており、CPUはZ80互換と同一だったものの、NECの画像チップと音源チップを採用しスプライト機能がないPV-1000に対して、PV-2000は当時のゲーム機では一般的だったTMS9918とSN76489を採用してスプライト機能を有した。同一タイトルのゲームソフトが、PV-1000・PV-2000両方に発売されることもあったが、PV-1000・PV-2000はそれぞれ別々のプラットフォームであって互換性はなかった。
翌1984年秋にカシオ計算機はMSX仕様のパソコンPV-7を同価格の29,800円で発売。オリジナル仕様のPV-2000は1年ほどで終焉を迎えた。
シート状のキーボードが時間の経過で硬化して破砕するという材質上の問題が存在する。

## 仕様
- CPU：Z80Aコンパチ（クロック周波数3.579MHz）
- VDP：TMS9918
- VRAM：16KB
- ROM：16KB
- RAM：4KB （増設可）
- サウンド機能：SN76489（PSGに類似、矩形波3ch + ノイズ 1ch）

## オプション製品
FA-30
カセットインターフェース。
FA-31
プリンタインターフェース。
OR-104, OR-116
4KB、16KBの増設RAM。
TJ-1
操縦桿型のジョイスティック。PV-1000と共用。

## ソフトウェア
GPB-101 ロックンロープ
コナミのアーケードゲームの移植版。金の鳥を目指す為にロープを使って登って行くアクションゲーム。ハードの容量上の関係で面が一部カットされている。
GPB-102 ミスターパックン
ナムコのアーケードゲーム『スーパーパックマン』の移植版。エサがドットではなく果物やコーヒー、ベル等が登場する。また鍵が存在し塞がれている壁を開いたり、パワーエサ以外に一定時間パックマンが巨大化するスーパーエサがある。
GPB-103 ギャラガ
ナムコのアーケードゲームの移植版。基本的なゲームは本家と同じだが、ボーナスステージがカットされた。
GPB-104 プーヤン
コナミのアーケードゲームの移植版。PV-1000版よりも画面が綺麗になっている。ステージ構成もオリジナルに忠実である。
GPB-105 スーパーコブラ
コナミのアーケードゲームの移植版。PV-1000版よりも多少キャラが大きくなっている。アーケード版と同様に難易度はかなり高め。
GPB-106 フロントライン
タイトーのアーケードゲームの移植作。戦車の種類が1種類しか無いのと、敵が突然現れたと同時に攻撃して来るので、難易度はかなり高めである。
GPB-107 スキーコマンド
カシオのオリジナル縦シューティングゲーム。3ステージごとに山からジャンプしてパラシュート降下中、敵基地を爆破するボーナスステージがある。
GPB-108 パチンコUFO
カシオのオリジナルゲーム。一定数の玉を出すことで次のパチンコ台に進める。玉は一球ごとにボタンで打ち出す必要がある。
GPB-108 楽ガキスペシャル
描画機能を搭載したシューティングゲーム。背景等を自分の好みにカスタマイズすることができた。
GPB-110 エキサイト麻雀2
カシオのオリジナルゲーム。コンピュータとの二人麻雀。1はPV-1000用。
GPB-111 大障害競馬
カシオのオリジナルゲーム。自分がジョッキーになるアクションゲームと純粋に勝ち馬を当てるギャンブルゲームが遊べる。
ゲーム拡張BASIC
このカートリッジを装着することで、BASICを拡張することができた。
実数BASIC
このカートリッジを装着することで、BASICで実数型演算を行うことができた。